# Artur Prędski
Artur Prędski (dokładnie: Adolf Pfeffer, ur. 11 marca 1900 w Stanisławowie, zm. 1941 we Lwowie) – polski pisarz i poeta żydowskiego pochodzenia.

## Życiorys
Syn Marka Pfeffera i Felicji z Goldstejnów. W 1912 ukończył gimnazjum w Stanisławowie. W 1915 wstąpił do Legionów Polskich (przebywał wówczas w Limanowej i miał 15 lat). Służył m.in. w 4. pułku piechoty. Przed kryzysem przysięgowym służbę zakończył.
Zadebiutował w 1915 w piśmie Naprzód. Opublikował też wiersze w zbiorowym wydawnictwie wiedeńskim z 1915 - Wschodzącym zorzom. Pierwszy zbiór poezji żołnierskich - Inter arma opublikował w Krakowie w 1916 (użył też po raz pierwszy pseudonimu Artur Prędski, pod którym pisał przez całe życie). Pozostawał pod wpływami modernistów, fascynował go Kazimierz Przerwa-Tetmajer. Od 1918 do 1921 przebywał w Wiedniu, studiując historię literatury. Dużo wówczas tworzył, pisał też do polskich czasopism. Opublikował m.in. erotyczny i antyurbanistyczny zbiór Pieśni grajka wędrownego. W latach 1921–1923 mieszkał w Weimarze i Berlinie, nadal pisząc. Od 1923 do 1928 przebywał w Paryżu silnie uczestnicząc w życiu tamtejszej bohemy międzynarodowej. Nadsyłał m.in. korespondencje o zachodnioeuropejskich nowościach literackich i artystycznych dla „Wiadomości Literackich”. Znał prawdopodobnie osobiście Franza Kafkę i był wielkim miłośnikiem jego twórczości.
Najpóźniej w 1929 wrócił do Polski, zamieszkał w Warszawie i zajął się głównie dziennikarstwem („Echo Tygodnia”: 1929–1931 i „Kurier Poranny”: 1934–1935). Popularyzował wówczas m.in. twórczość Jamesa Joyce’a. Inspirowany freudyzmem, nasycał swoje dzieła problematyką seksualną, odwracając się stopniowo od poezji ku prozie. Drastyczna obyczajowo powieść o środowiskach artystycznych - „Alkohol” (1932), zmusiła do interwencji cenzurę. Od tego czasu skłonił się ku prozie zaangażowanej społecznie - oskarżano go nawet o sympatie komunistyczne.
Od 1935 przestał publikować, czas spędzając w barach, kawiarniach i restauracjach. Odszedł od przekonań lewicowych, a nawet ostro potępiał komunizm. We wrześniu 1939 przedarł się do Lwowa, gdzie podjął pracę stolarza. Trzymał się wówczas z dala od życia artystycznego. W 1940 starał się mimo to o przyjęcie do Związku Pisarzy Radzieckich Ukrainy. W 1941, jako Żyd, aresztowany i zamordowany przez Niemców.

## Życie rodzinne
Żonaty z dziennikarką Marią Beylin z domu Szper (ur. 1892). Mieli syna - Piotra Pfeffera (ur. 1927), który został ekologiem i etnologiem mieszkającym we Francji.

## Dzieła
- Inter arma - 1916, zbiór wierszy,
- Samarytanka - Wiedeń, 1918, szkic prozatorski,
- Miecz przeciw duszy... - Wiedeń, 1918, cykl poetycki zaangażowany społecznie, skonfiskowany,
- Pieśni grajka wędrownego - Wiedeń, 1919, tom wierszy,
- Błękitna wyspa - Berlin, 1921, tom wierszy,
- Symfonia o szerokiej ulicy - niewydana, znana tylko z tytułu,
- Arcydzieło Franza Kafki - 1927, artykuł popularyzatorski,
- Romans nowoczesny - 1929, felieton,
- Homer nowoczesny - James Joyce - 1931, artykuł popularyzatorski,
- Poezja - 1929, ostatni tomik poetycki,
- Stenogram życia - około 1931, nowela, nie wydana,
- Alkohol - 1932, kontrowersyjna powieść o życiu środowisk artystycznych,
- Ciąg dalszy - 1932, powieść o wiedeńskich wydarzeniach rewolucyjnych z 1918,
- Bełtowski zredukowany - 1933, powieść o tzw. sprawie Blachowskiego, zabójcy dyrektora zakładów żyrardowskich,
- Postój w Sulejowie - 1934, powieść o młodym intelektualiście i jego życiowej drodze od Legionów do komunizmu.